# Amári
Pour les articles homonymes, voir Amari (homonymie).
Amári (en grec : Αμάρι) est un dème de Crète, en Grèce, situé dans le district régional de Rethymnon.
Il est créé, en 2010, par la fusion des anciens dèmes de Kourítes et de Sívritos, devenus des districts municipaux ; son territoire correspond à celui de l'ancienne province homonyme, supprimée dans les années 2000. 
Son chef-lieu est le village d'Agía Fotiní et son siège historique le village de Fourfourás. Il comptait 5915 habitants en 2011.
Le village d'Amári (el), appartenant au district de Sívritos, comptait 222 habitants en 2001.

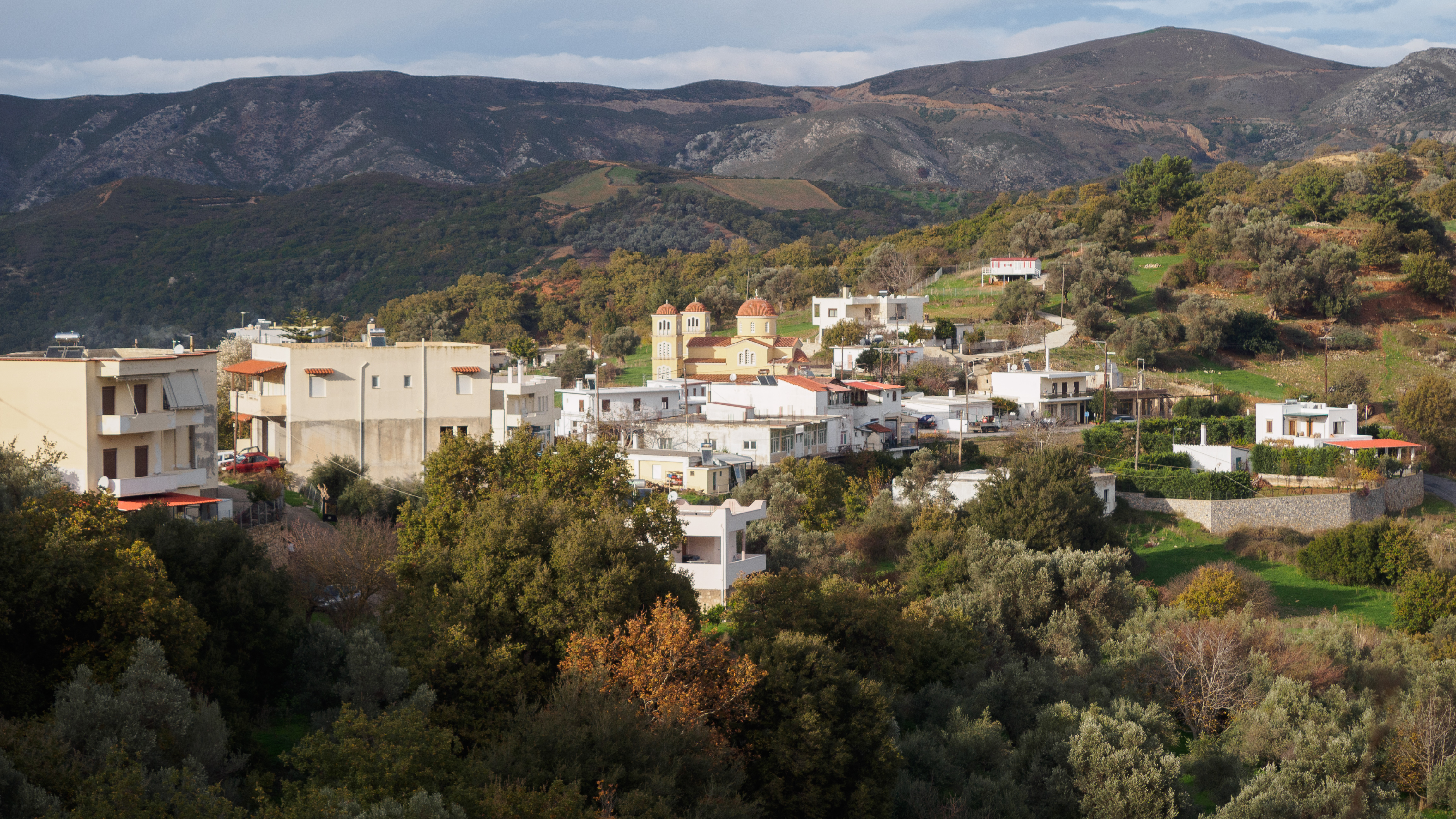
Amari – Vue